# Cobolyfalu
Cobolyfalu (1899-ig Szoblahó, szlovákul Soblahov) község Szlovákiában, a Trencséni kerületben, a Trencséni járásban.

## Fekvése
Trencséntől 4 km-re délkeletre fekszik.

## Története
A falu már a 13. században létezett – temploma is állt már a 14. század első felében –, de csak 1393-ban „Sablaho” néven említik először. 1421-1422-ben a husziták foglalták el. 1439-ben Erzsébet királyné adományából a Cillei család birtoka, ezután a trencséni váruradalom része. 1513-ban Cobolyfalvi Mihály a birtokosa. 1550-ben 37 jobbágytelek volt a településen, melyen 33 család gazdálkodott. A török rajtaütések, majd a kuruc harcok során többször feldúlták a falut, 1671-ben földrengés pusztított. Ezek az események alaposan  visszavetették a fejlődésben.
A 18. század végén Vályi András így ír róla: „SZOBLAKOV. Szoblaho. Tót falu Trentsén Várm. földes Ura Gr. Illésházy Uraság, lakosai katolikusok, fekszik Trentsénhez nem meszsze, hegyek között; határja jó, vagyonnyai külömbfélék, piatzok közel.”
A 18. században 1835-ig a trencséni uradalom révén az Illésházy család a falu földesura.
Fényes Elek 1851-ben kiadott geográfiai szótárában így ír a faluról: „Szoblaho, tót falu, Trencsén vmegyében, Trencsénhez nyugotra 3 fertálynyira. Lakja 690 kath., 14 zsidó. Kath. paroch. templom. Határja sok helyt soványas; erdeje nagy; van savanyuviz forrása is. F. u. a dubniczai uradalom.”
A trianoni békéig Trencsén vármegye Trencséni járásához tartozott.

## Népessége
| Év:            | 1994. | 2004.   | 2014.    | 2024.   |
| -------------- | ----- | ------- | -------- | ------- |
| Emberek száma: | 1872  | 1957    | 2240     | 2391    |
| Eltérés:       |       | +4,54 % | +14,46 % | +6,74 % |

| Év:            | 2023. | 2024.   |
| -------------- | ----- | ------- |
| Emberek száma: | 2388  | 2391    |
| Eltérés:       |       | +0,12 % |

1628-ban 31 jobbágyháza és 19 lakatlan háza volt.
1828-ban 102 házában 741 lakos élt.
1880-ban 848 lakosából 780 szlovák, 17 német, 6 magyar, 11 egyéb anyanyelvű és 34 csecsemő volt. Ebből 830 római katolikus és 18 zsidó vallású.
1910-ben 988 lakosából 968 szlovák, 13 magyar és 7 német anyanyelvű volt.
2001-ben 1933 lakosából 1904 szlovák volt.
2011-ben 2154 lakosából 2043 szlovák, 12 cseh, 4 egyéb, 2 magyar, 1 cigány és 92 ismeretlen nemzetiségű volt.

## Neves személyek
- Itt született 1786-ban Betták Ádám katolikus plébános.

## Nevezetességei
- Szent Miklós tiszteletére szentelt római katolikus temploma a 14. század első felében épült koragótikus stílusban. Reneszánsz kapuzatát és mellékhajóját 1537-ben építették hozzá.
- Nepomuki Szent János szobra 1789-ben készült.
- A temető kápolnája szintén 18. századi.